# بورت أوركارد
بورت أوركارد (واشنطن) (بالإنجليزية: Port Orchard, Washington)‏ هي مدينة تقع في الولايات المتحدة في مقاطعة كيتساب، واشنطن. يقدر عدد سكانها بـ 11,144 نسمة ومساحتها 22.07 كم2 وترتفع عن سطح البحر 22 متر.

## التركيبة السكانية
قام مكتب تعداد الولايات المتحدة بتحديد بيانات التركيبة السكانية لبورت أوركاردفي تعداد الولايات المتحدة. في ما يلي، التركيبة السكانية حسب تعدادي 2000 و2010.

### تعداد عام 2000
بلغ عدد سكان بورت جفرسون 321 نسمة بحسب تعداد عام 2000، وبلغ عدد الأسر 122 أسرة وعدد العائلات 90 عائلة مقيمة في القرية. في حين سجلت الكثافة السكانية 2,084.8 نسمة لكل ميل مربع (804.9/كم2). وبلغ عدد الوحدات السكنية 128 وحدة بمتوسط كثافة قدره 831.3 نسمة لكل ميل مربع (321.0/كم2).
وتوزع التركيب العرقي للقرية بنسبة 99.69% من البيض و 0.31% من الأمريكيين ذوي الأصول الآسيوية.
بلغ عدد الأسر 122 أسرة كانت نسبة 29.5% منها لديها أطفال تحت سن الثامنة عشر تعيش معهم، وبلغت نسبة الأزواج القاطنين مع بعضهم البعض 58.2% من أصل المجموع الكلي للأسر، ونسبة 9.8% من الأسر كان لديها معيلات من الإناث دون وجود شريك، وكانت نسبة 26.2% من غير العائلات. تألفت نسبة 22.1% من أصل جميع الأسر من أفراد ونسبة 6.6% كانوا يعيش معهم شخص وحيد يبلغ من العمر 65 عاماً فما فوق. وبلغ متوسط حجم الأسرة المعيشية 2.97، أما متوسط حجم العائلات فبلغ 2.63.
بلغ العمر الوسطي للسكان 36 عاماً. وكانت نسبة 22.7% من القاطنين تحت سن الثامنة عشر، وكانت نسبة 9.0% بين الثامنة عشر والأربعة وعشرون عاماً، ونسبة 34.6% كانت واقعةً في الفئة العمرية ما بين الخامسة والعشرون حتى والأربعة وأربعون عاماً، ونسبة 19.0% كانت ما بين الخامسة والأربعون حتى الرابعة والستون، ونسبة 14.6% كانت ضمن فئة الخامسة والستون عاماً فما فوق. يوجد لكل 100 أنثى 103.2 ذكر، ويوجد لكل 100 أنثى في الثامنة عشر من عمرها فما فوق 108.4 ذكر.
بلغ متوسط دخل الأسرة في القرية 34,306 دولار، أما متوسط دخل العائلة فبلغ 47,000 دولار. وكان متوسط دخل الذكور 31,063 دولار مقابل 21,154 دولار للإناث. وسجل دخل الفرد الخاص بالقرية 16,897 دولار. وكانت نسبة 5.0% من العائلات ونسبة 8.3% من السكان تحت خط الفقر، ولا أحد منهم تحت سن الثامنة عشر ونسبة 18.4% في الخامسة والستين من العمر وما فوق.

### تعداد عام 2010
بلغ عدد سكان بورت أوركارد 11,144 نسمة بحسب تعداد عام 2010، وبلغ عدد الأسر 4,278 أسرة وعدد العائلات 2,726 عائلة مقيمة في المدينة. في حين سجلت الكثافة السكانية 1,539.2 نسمة لكل ميل مربع (594.3/كم2). وبلغ عدد الوحدات السكنية 4,630 وحدة بمتوسط كثافة قدره 639.5 لكل ميل مربع (246.9/كم2).
وتوزع التركيب العرقي للمدينة بنسبة 80.8% من البيض و 1.3% من الأمريكيين الأصليين و 5.8% من الأمريكيين ذوي الأصول الآسيوية و 1.4% من سكان جزر المحيط الهادئ و 3.4% من الأمريكيين الأفارقة و 6.4% من عرقين مختلطين أو أكثر.
بلغ عدد الأسر 4,278 أسرة كانت نسبة 33.0% منها لديها أطفال تحت سن الثامنة عشر تعيش معهم، وبلغت نسبة الأزواج القاطنين مع بعضهم البعض 45.7% من أصل المجموع الكلي للأسر، ونسبة 13.3% من الأسر كان لديها معيلات من الإناث دون وجود شريك، بينما كانت نسبة 4.6% من الأسر لديها معيلون من الذكور دون وجود شريكة وكانت نسبة 36.3% من غير العائلات. تألفت نسبة 27.7% من أصل جميع الأسر من أفراد ونسبة 9.5% كانوا يعيش معهم شخص وحيد يبلغ من العمر 65 عاماً فما فوق. وبلغ متوسط حجم الأسرة المعيشية 2.96، أما متوسط حجم العائلات فبلغ 2.43.
بلغ العمر الوسطي للسكان 34.5 عاماً. وكانت نسبة 23.5% من القاطنين تحت سن الثامنة عشر، وكانت نسبة 10.4% بين الثامنة عشر والأربعة وعشرون عاماً، ونسبة 29.1% كانت واقعةً في الفئة العمرية ما بين الخامسة والعشرون حتى والأربعة وأربعون عاماً، ونسبة 23.4% كانت ما بين الخامسة والأربعون حتى الرابعة والستون، ونسبة 13.5% كانت ضمن فئة الخامسة والستون عاماً فما فوق. وتوزع التركيب الجنسي للسكان بنسبة 50.3% ذكور و49.7% إناث.